# Igloulik

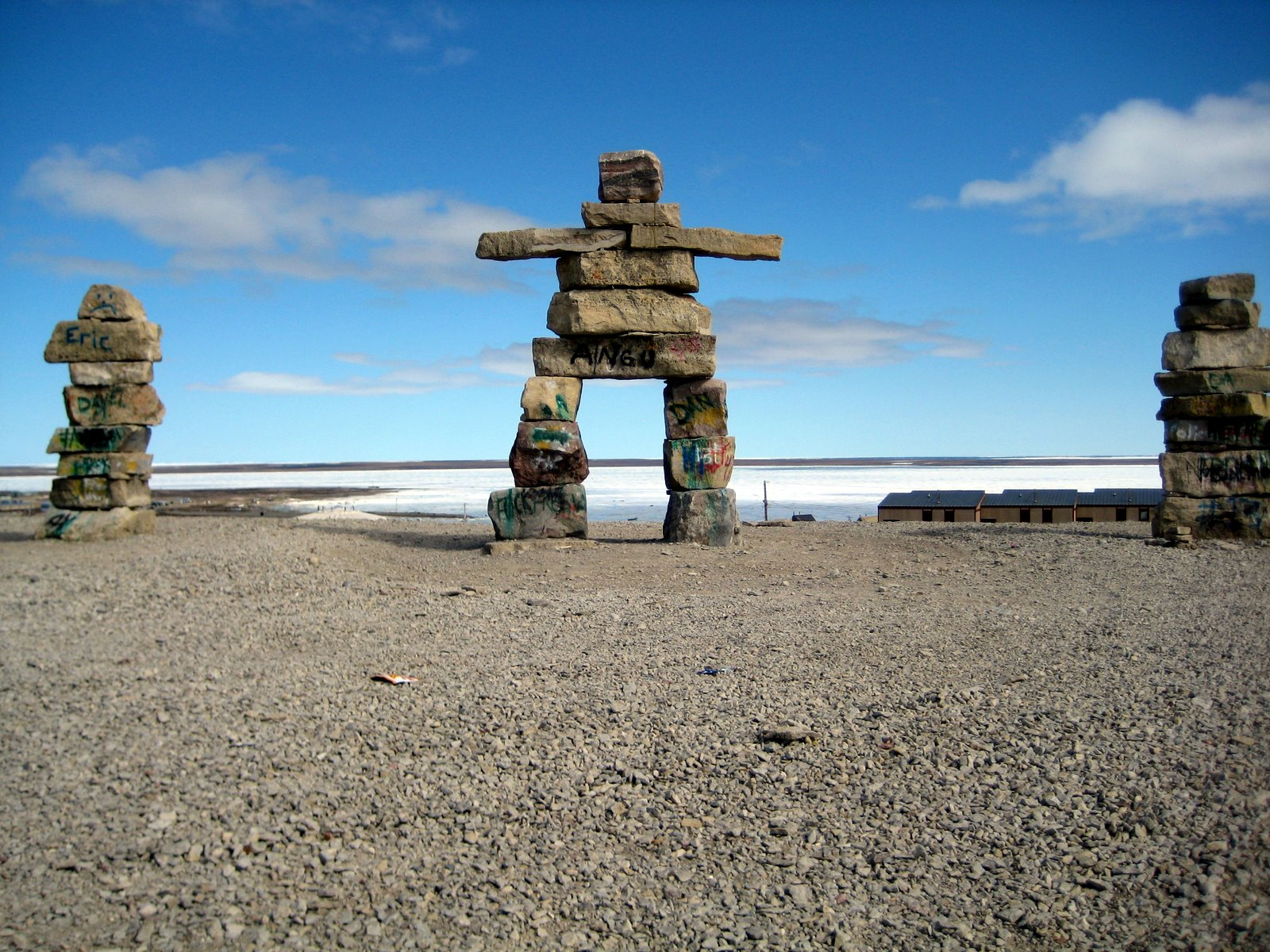
Inuksuit érigés à Igloulik en 2000 pour commémorer le nouveau millénaire

Igloulik (en inuktitut : ᐃᒡᓗᓕᒃ, Iglulik, /iɣ.lu.ˈlik/), parfois orthographié Igloolik sous l'influence de l'anglais, ou Iglulik, est une petite communauté inuite du Nunavut, territoire nordique du Canada.  Le village est situé sur une petite île du bassin Foxe.  Cette île étant très proche de la péninsule de Melville, on dit souvent que ce village est sur ladite péninsule ou encore — à un moindre degré — sur l'île de Baffin qui est assez proche.  Le nom « Igloulik » vient de l'expression inuktitute qui veut dire « Il y a des iglous ici ». Les habitants d'Igloulik sont appelés Iglulingmiut (le suffixe -miut signifie « gens de »), dénomination quelquefois francisée en Igloulingmiuts.

## Histoire
Les informations relatives aux premiers habitants nous sont révélées par les nombreux sites archéologiques.  Certains d'entre eux révèlent une présence humaine aussi ancienne que 4 000 ans.  Les premiers contacts documentés avec les Européens remontent au passage de la marine royale, plus précisément les navires HMS Fury (1814) et HMS Hecla, arrivés là sous le commandement du capitaine William Edward Parry qui passa l'hiver à Igloulik en 1822.
L'île fut ensuite visitée par l'explorateur américain Charles Francis Hall en 1867 et 1868 qui cherchait des survivants de l'expédition John Franklin.  En 1913, le Canadien français et explorateur Alfred Tremblay entreprenait une expédition à pied avec des Inuits jusqu'à Igloulik. En 1921, un membre de la cinquième expédition de Knud Rasmussen visita l'île.
Le premier établissement permanent d'hommes du Sud est dû à une mission de l'Église catholique, installée en 1931 par le Révérend Père Étienne Bazin, Oblat de Marie-Immaculée,.  Vers la fin de la même décennie, la Compagnie de la Baie d'Hudson installa un poste sur l'île.
Parmi les non-indigènes, il y eut ensuite l'installation d'un poste de la Gendarmerie Royale du Canada, d'écoles et d'établissements de services médicaux alors que se constituait l'agglomération.
En anthropologie, les Inuits d'Igloulik ne sont pas seulement les Igloulingmiuts, mais aussi les habitants du nord de l'Île de Baffin, de l'île Southampton ou de la péninsule de Melville.

## Cinéma
- C'est une ancienne légende d'Igloulik qui a été adaptée par Zacharias Kunuk pour réaliser le premier film inuit, Atanarjuat, produit en 2001 par Igloulik Isuma, société de production inuite à 75 %.
- En 2004, Isuma produit le film Le Journal de Knud Rasmussen de Zacharias Kunuk et Norman Cohn.
- Christian Merlhiot a réalisé le documentaire Je reviendrai comme un enfant, sorti en France en 2014, d'après le témoignage de Rachel Uyarasuk recueilli en 2009.

## Statistiques
| Population                      | 1 286 (+9,5 % depuis 1996)              |
| Surface                         | 102,87 km2                              |
| Densité                         | 12,5 hab./km2                           |
| Âge moyen                       | 18,7 (hommes : 18,7, femmes : 18,8) ans |
| Habitations                     | 324                                     |
| Revenu annuel moyen par famille | 35 904 $                                |

Localisation géographique : 69° 22′ 34″ N, 81° 47′ 58″ O

### Démographie
| 1822 | 1963 | 1967 | 1972 | 1996  | 2001  |
| ---- | ---- | ---- | ---- | ----- | ----- |
| 146  | 485  | 680  | 867  | 1 174 | 1 286 |

| 2006  | 2011  | 2016  | - | - | - |
| ----- | ----- | ----- | - | - | - |
| 1 538 | 1 454 | 1 744 | - | - | - |

Ces valeurs, tirées des statistiques gouvernementales canadiennes, incluent parfois les Igloulingmiuts résidant à Hall Beach, hameau situé sur la péninsule de Melville (à proximité). Aucune donnée n'est disponible pour les 4 000 ans précédant l'arrivée des Blancs.